# Calldetenes
Calldetenes település Spanyolországban, Barcelona tartományban. Lakosainak száma 2690 fő (2024).

## Földrajza
Calldetenes Folgueroles, Sant Julià de Vilatorta, Santa Eugènia de Berga és Vic községekkel határos.

## Népesség
A település lakosságának változását az alábbi diagram mutatja:
| Lakosok száma | 264  | 674  | 856  | 857  | 1385 | 2143 | 2391 | 2429 | 2489 | 2690 |
|               | 1717 | 1887 | 1936 | 1960 | 1986 | 2004 | 2009 | 2014 | 2019 | 2024 |